# Parasopubia hofmannii
Parasopubia hofmannii är en snyltrotsväxtart som beskrevs av Pradeep och Pramod. Parasopubia hofmannii ingår i släktet Parasopubia och familjen snyltrotsväxter. Utöver nominatformen finns också underarten P. h. albiflora.